# Bowyer Butte
Bowyer Butte är en bergstopp i Antarktis. Den ligger i Västantarktis. Inget land gör anspråk på området. Toppen på Bowyer Butte är 1 085 meter över havet.
Terrängen runt Bowyer Butte är huvudsakligen kuperad. Trakten är obefolkad. Det finns inga samhällen i närheten.